# Carmen Rodríguez Armenta
Carmen Enedina Rodríguez Armenta (Los Mochis, Sinaloa, 26 de octubre de 1970) es una ingeniera en computación mexicana, experta en innovación e incorporación de las Tecnologías de la Información y Comunicaciones en los procesos de enseñanza aprendizaje en la educación superior y programas de inclusión social.

## Biografía
Carmen Enedina Rodríguez Armenta se formó como Ingeniera en Computación, Maestra en Administración y Doctora en Gestión de la Educación Superior por la Universidad de Guadalajara. También es Maestra en la Sociedad de la Información y del Conocimiento por la Universidad Abierta de Cataluña, programa coordinado por el destacado sociólogo y economista Manuel Castells.
Es experta en el área de la incorporación de las tecnologías a los procesos de enseñanza-aprendizaje, así como programas de inclusión social.
En noviembre de 2012 ganó el ensayo nacional sobre Comunicación Satelital, reconocimiento entregado por el presidente de la República.
Entre otros reconocimientos, su tesis de Maestría obtuvo el Premio Tadeo Ortiz de la Cámara Nacional de Comercio (CANACO) con la investigación El comercio electrónico: una estrategia de vinculación del CUCEA con las Pymes de la zona metropolitana de Guadalajara.
Miembro del Sistema Nacional de Investigadores, nivel 1.

## Trayectoria
A lo largo de su carrera, Rodríguez Armenta se ha destacado por su capacidad para resolver problemáticas surgidas de la Sociedad de la Información y del Conocimiento como son: el cierre de la brecha digital y la brecha digital de género, mediante programas de alfabetización digital y el desarrollo de infraestructura de telecomunicaciones que permita el acceso universal a Internet en México. También realizando actividades de mentoría para inspirar a niñas y mujeres a incorporarse en las áreas STEM, como impulsora de la igualdad de género.
Se ha desempeñado como docente y funcionaria pública en la Universidad de Guadalajara desde 1998, como:
- Directora del Centro de Cómputo de Alto Rendimiento,
- Directora de Tecnologías del Sistema de Universidad Virtual,
- Coordinadora General de Planeación y Desarrollo Institucional y
- Coordinadora General Administrativa y la primera mujer en ocupar el cargo de Vicerrectora Ejecutiva en la historia de dicha institución educativa.

Ha sido presidenta del Comité de Aplicaciones y Asignación de Fondos de Internet2-CUDI en México, presidenta de la Asociación de Mujeres Universitarias en Jalisco, A.C., presidenta de la Red de Desarrollo Institucional de la Región Centro-Occidente de la Asociación Nacional de Universidades e Instituciones de Educación Superior (ANUIES) e integrante de la Academia Mexicana de Informática, A.C. (AMIAC) desde 2012.
En 2013 asumió el cargo de directora general de la Instancia Coordinadora Nacional del programa: México Conectado a cargo de la Coordinación de la Sociedad de la Información y el Conocimiento (CSIC) de la Secretaría de Comunicaciones y Transportes el cual tuvo como objetivo principal: proveer el servicio de Internet en escuelas, hospitales públicos, bibliotecas, centros comunitarios o parques en todas las regiones de México.
Rodríguez Armenta ingresó a la Academia de Ingeniería de México A.C. de forma permanente como académica titular en 2014, para  participar en la comisión especializada de Ingeniería en Comunicaciones y Electrónica. Presentó su trabajo sobre la conectividad en México y tal como declaró: “En esta especialidad mi trabajo consistirá en abonar a la conectividad social”, y "Para poder estar a la vanguardia en la parte económica y social, la conectividad de todos los ciudadanos es fundamental”.
El 16 de marzo de 2018 se convirtió en la primera mujer vicerrectora ejecutiva de la Universidad de Guadalajara, uno de los puestos más importantes dentro de la estructura jerárquica de esa institución educativa y que en 225 años solamente había sido ocupado por hombres. Un hecho cuyas repercusiones trascendieron a favor de la igualdad de género en México dado que, en las instituciones de educación superior pública solo han accedido a los más altos cargos de sus estructuras de mando casi una docena de mujeres, quienes se desempeñaron como rectoras en un periodo comprendido de 1996 a 2017.
Es defensora de la libertad de Internet y la apropiación social de la tecnología, lo que ha demostrado en diversos foros organizados por el gobierno federal, estatal y el poder legislativo. Participa activamente en la campaña HeForShe de ONU Mujeres y es mentora STEM junto a otras investigadoras y científicas mexicanas para impulsar las ciencias, matemáticas y la tecnología entre las niñas y adolescentes en México con la iniciativa “NIÑASTEM Pueden” de la Organización para la Cooperación y el Desarrollo Económicos (OCDE). Además, ha impulsado la participación de la Universidad de Guadalajara en Jalisco Talent Land.
En diciembre de 2018 se sumó al Gabinete de Andrés Manuel López Obrador, presidente electo para el periodo 2018-2024, como directora general de Educación Superior Universitaria e Intercultural de la Secretaría de Educación Pública.
En enero de 2025 fue nombrada, por un periodo específico, como Subsecretaria de Educación Superior en México. A partir del 1 de abril tomó protesta como directora general del Centro Nacional de Evaluación para la Educación Superior (CENEVAL), primera mujer en ocupar ese cargo.

## Premios y distinciones.
- En 2012 ganó el concurso nacional de ensayo sobre comunicación satelital, convocado por la Secretaría de Comunicaciones y Transportes para acudir al lanzamiento del satélite bicentenario.[16]

- En 2014 se convirtió en la primera mujer del Estado de Jalisco, México, en ingresar a la Academia de Ingeniería de México A.C.[17]
- En 2016 recibió el certificado de Guinness World Records por su apoyo a Jalisco Campus Party para obtener, en el marco de sus actividades, el récord mundial por el hackaton de proyectos de desarrollo social / global más grande[18] que consistió en la elaboración y presentación de 267 proyectos de emprendimiento de alto impacto para reducir la pobreza, resolviendo problemáticas de vivienda, inclusión financiera, inclusión laboral, alimentación, salud y educación.[19]
- En 2016 el proyecto denominado: "Visor de Obras de la Universidad de Guadalajara" a su cargo, recibió mención honorífica en la categoría estatal[20] del "Premio a la Innovación en Transparencia 2016", otorgado por la Auditoría Superior de la Federación (ASF), el Banco Mundial, el Instituto Nacional de Transparencia, Acceso a la Información y Protección de Datos Personales (INAI), el Instituto Nacional de Administración Pública (INAP) y la Secretaría de la Función Pública (SFP).[21][22]
- En 2017, fue reconocida por la Unión Jalisciense de Agrupaciones de Ingenieros A.C. con el Premio a la ingeniera del año.[23]

- Al ser considerada una de las mujeres que puede ejercer mayor influencia en los jóvenes,[24] fue elegida para forma parte de la Red de Mentoras de la OCDE - México que inició sus actividades en 2017, denominada: “Iniciativa NiñaSTEM Pueden” que busca acercar a niñas y jóvenes mexicanas a las disciplinas académicas de ciencia, tecnología, ingeniería y matemáticas.[25][26][27]
- Desde enero de 2019, forma parte del Sistema Nacional de Investigadores como Investigadora Nacional Nivel I.[28]
- En 2019 el proyecto denominado "Plataforma SEP subsidio en transparencia", desarrollado bajo el liderazgo de Rodríguez Armenta, obtuvo el primer lugar[29] del "Premio a la Innovación en Transparencia 2019" que fue otorgado, en esa edición, por la ASF, el INAI, el INAP, la OCDE, el Programa de Naciones Unidas para el Desarrollo (PNUD) y la SFP.[30]
- En noviembre de 2020 recibió la Medalla al Mérito AMEREIAF, entregada por la Asociación Mexicana de Responsables de la Estandarización de la Información Administrativa y Financiera en las Instituciones de Educación Superior, A.C., en el marco de actividades de su Congreso Nacional celebrado en San Cristóbal de las Casas, Chiapas, México.[31][32]

## Publicaciones
Ha sido coordinadora de libros, coautora y autora de publicaciones académicas, algunas consultables en bases de datos como Latindex, algunos de ellos presentados en la Feria Internacional del Libro de Guadalajara.
Entre los libros que ha coordinado destacan los siguientes:
- El futuro que hemos construido. Historia de las tecnologías de información y comunicación en la Universidad de Guadalajara, (2016).
- Entre la equidad e igualdad digital, (2016).
- Reflexiones de la Academia de Ingeniería. Región Occidente, (2017). Archivado el 16 de marzo de 2018 en Wayback Machine.

En coautoría publicó:
- Proyectos de Ingeniería Mecatrónica, (2012).

- Las prácticas educativas de los docentes de la División de Estudios Científicos y Tecnológicos del Centro Universitario de los Valles, (2014).
- Mujeres conectando Mujeres, (2018).

Algunas de sus publicaciones en obras colectivas son:
- (2007). Análisis de la alfabetización digital en la comunidad docente de la Universidad de Guadalajara. En el libro: Entre Escotomas y Fosfenos. Observatorio Mexicano de Tecnociencia y Cibercultura.
- (2007). La alfabetización digital en los docentes de la Universidad de Guadalajara. En la Revista: Apertura. Año 7. No. 6.
- (2011). Educación. En el libro: Jalisco en cifras. Una visión desde los resultados del Censo de Población 2010 y desde los programas públicos.
- (2015). Equidad e igualdad en la sociedad digital. En el libro: Entre la equidad e igualdad digital.
- (2015). La educación: el gran desafío en la sociedad de la innovación. En el libro: Entre la equidad e igualdad digital.
- (2015). El contexto y la situación actual de la brecha digital en México. En el libro: Entre la equidad e igualdad digital.

- (2016). Binomio Inexorable: Educación y Tecnología. En el libro: El futuro que hemos construido. Historia de las Tecnologías de Información y Comunicación en la Universidad de Guadalajara.
- (2016). Del entorno: El papel de las instituciones de educación superior ante las iniciativas federales y estatales en materia tecnológica. En el libro: Las Tecnologías de la Información y la Comunicación en las instituciones de educación superior: presente y futuro.
- (2016). Habilitadores para la Construcción de un México Conectado. En el libro: "Reflexiones de la Academia Mexicana de Informática a los 40 años de su fundación", en la cual los autores han dejado constancia escrita de sus aportaciones en las distintas etapas de la historia de la informática en México.[33][34]

- (2017). Cambio tecnológico y oferta educativa: Informática, Computación y TIC. En el libro: El futuro que hicimos nuestro. Historia de la educación superior en tecnologías de la información y comunicación en la Universidad de Guadalajara.
- (2017). Acciones de conectividad que requiere México ante el reto de la sociedad de la información y el conocimiento. En el libro: Reflexiones de la Academia de Ingeniería. Región Occidente.
- (2017) Condiciones para la incorporación de las Tecnologías de la Información a actividades académicas en la educación superior. El caso de Universidad de Guadalajara. En la Revista Argentina de Educación Superior.